# Ash Springs

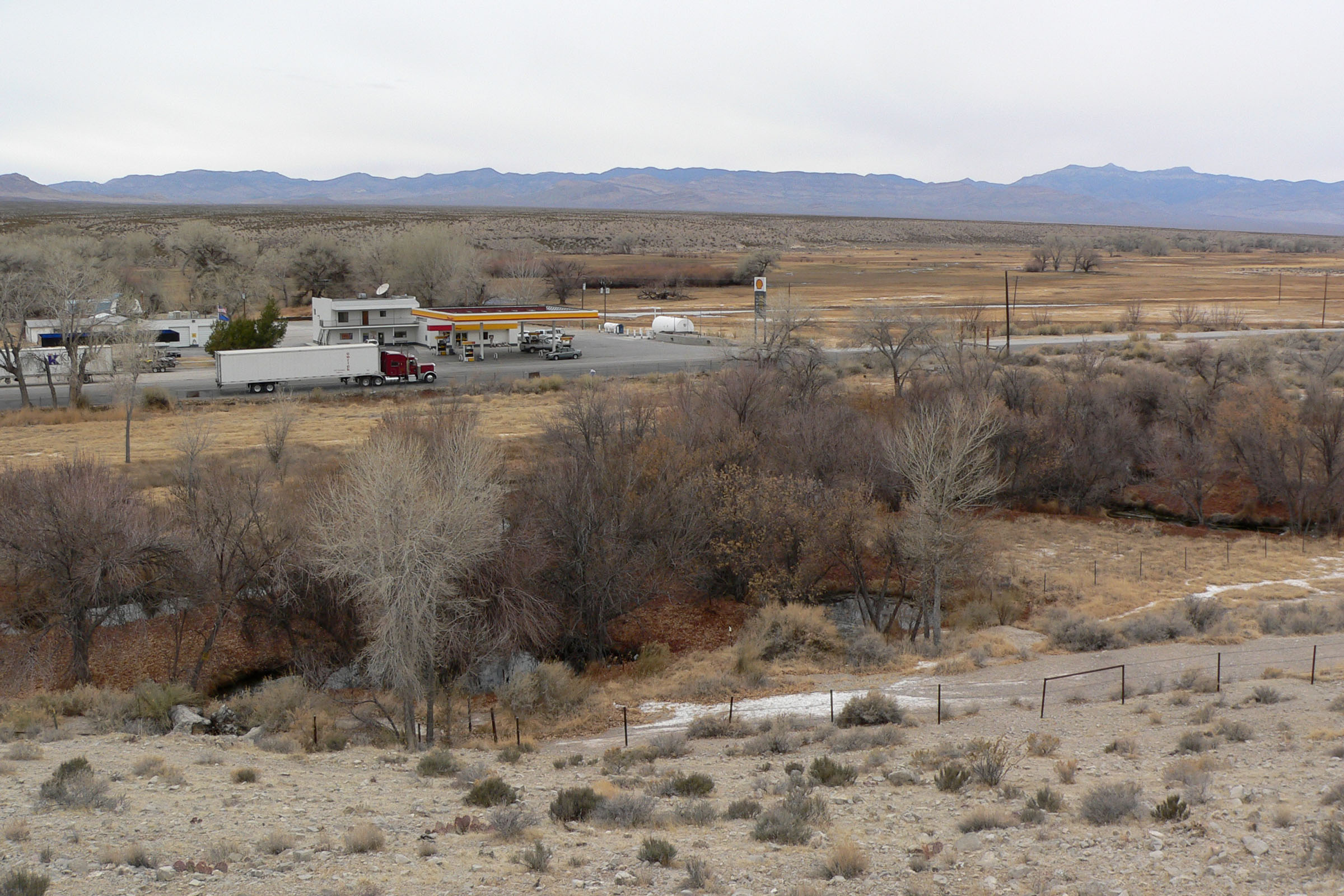
Ash Springs

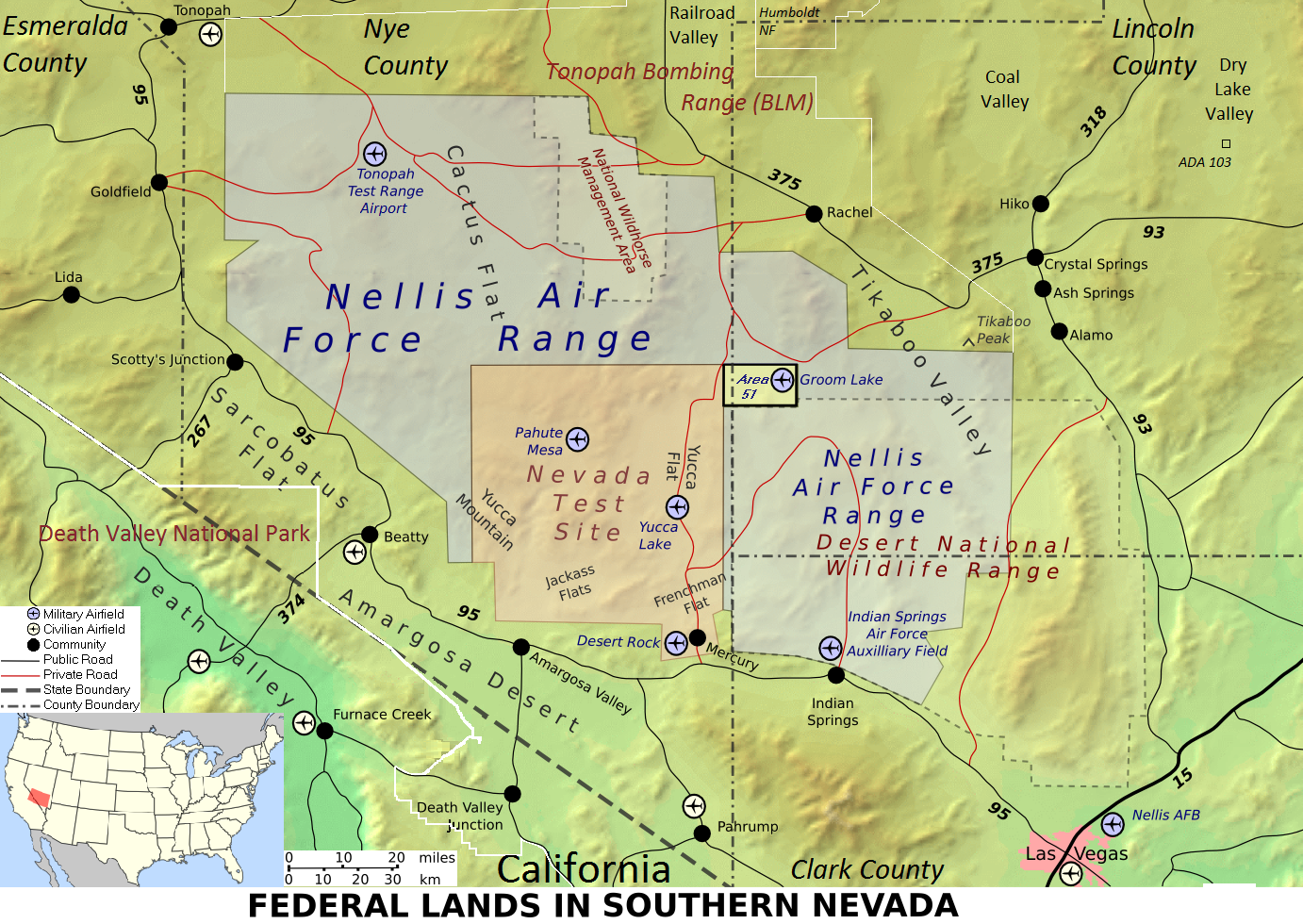
Ash Springs liegt etwa 142 km nordöstlich der Area 51

Ash Springs ist ein Dorf im Lincoln County im US-Bundesstaat Nevada. Es liegt rund 14 Kilometer nördlich der Stadt Alamo am U.S. Highway 93 im Pahranagat Valley, einer Oase in der nördlichen Mojave-Wüste. 2007 hatte es 161 Einwohner.
Ash Springs ist bekannt für seine Warmwasserquellen (Ash Spring Thermal System), die sich in der Nähe der Ortschaft in einer Auenlandschaft aus Weiden und Pappeln befinden. Es gibt sechs Hauptquellen mit einer Temperatur zwischen 31,1 °C und 36,1 °C. Die Quellen sind das Wasserreservoir für Ash Springs, werden aber gleichermaßen auch von Anglern und Badegästen genutzt.
Zu den endemischen Fischtaxa in den Warmwasserquellen gehört Crenichthys baileyi baileyi, die Nominatform des White-River-Quellkärpflings (Crenichthys baileyi), die durch die Kanalisierung der Quellenzone sowie durch die Konkurrenz mit eingeführten Karpfen und exotischen Fischen selten geworden ist.
Des Weiteren gibt es zwischen Ash Springs und dem Nachbarort Caliente prähistorische indianische Felszeichnungen, die sogenannte Ash Springs Rock Art Site.